# 加米斯-菲卡
加米斯-菲卡（西班牙語：Gámiz-Fica）是西班牙巴斯克自治区比斯开省的一个市镇。总面积16平方公里，总人口1227人（2001年），人口密度77人/平方公里。